# Anden kom ifrån himlen sänd
Anden kom ifrån himlen sänd är en sång med text och musik av Hjalmar Hansen (1873–1952).

## Publicerad i
- Frälsningsarméns sångbok 1968 som nr 2 under rubriken "Frälsning".
- Frälsningsarméns sångbok 1990 som nr 326 under rubriken "Frälsning".